# Cazadores de tigres
Cazadores de tigres (en ucraniano: Тигролови) es una ficción con elementos autobiográficos de la vida de Iván Bahrianyi, escrita y publicada en 1944 como Cazadores de animales en la revista Hora de la tarde de Leópolis. El borrador del texto original permaneció en la Ucrania soviética y después de que Bahrianyi se trasladara a Alemania en 1944-1946, había restaurado completamente el texto de memoria; esta versión restaurada se publicó en 1946 con el nombre de Los cazadores de tigres en la editorial "Prometeo" de Neu-Ulm.
Se publicaron ediciones separadas de la novela en el extranjero en 1946 (Neu-Ulm) en 1955 (Detroit), 1970 (Nueva York) (versión abreviada), 1991 (Detroit). La novela también ha sido traducida y publicada en inglés (1954), neerlandés (1959), alemán (1961), ruso (1992, abreviado) y español (2006).
El crítico literario estadounidense Walter Havighurst, en su reseña titulada "Una conmovedora historia de exilio político" para el New York Herald Tribune del 10 de febrero de 1957, describió la novela como:"Esta elocuente y emocionante historia de aventuras es una búsqueda igualmente emocionante de la libertad política. Es una novela de caballería y valor, temas inesperados y salvajes en nuestra mugrienta ficción."

## Historia de la escritura y la publicación
La obra se basa en hechos autobiográficos: la expulsión de Bagrianiy al Extremo Oriente, en el Gulag. Tras escapar del NKVS que transportaba a los prisioneros del Gulag condenados a muerte a Siberia, Bagraniy vivió en la taiga por casi dos años. Su personaje, Grygory Mnohohrishnyy, ha absorbido muchos de los rasgos de carácter del autor
Durante su estancia en la Ucrania occidental ocupada por los alemanes, escondido durante algún tiempo de la Gestapo en Morshyn, Ivan Bagryany escribió la obra en 14 días. La novela se basaba en su propia amarga experiencia en la taiga.
La obra se publicó por primera vez en 1944 en la revista de Leópolis Hora de la tarde en una forma abreviada titulada Cazadores de bestias. Ese mismo año, en el concurso literario de Leópolis, la novela fue premiada.

## Sobre la novela

### Título
El título de la obra es simbólico. Al cambiarlo del original Cazadores de bestias a Cazadores de tigres, Ivan Bagryaniy hizo hincapié en los aspectos más destacados de la historia. El tigre es uno de los animales salvajes más poderosos y peligrosos. La familia Sirko, que vive en unidad con la naturaleza circundante, y la fuerza moral de esta familia, representantes del pueblo ucraniano, su capacidad para superar las circunstancias más difíciles.

### La trama
El argumento de la novela gira en torno a dos personajes: Grygory y el comandante Medwin del NKVS. Su duelo es una lucha del hombre con el mundo de las tinieblas y el infierno. El autor, como testigo presencial, describe terribles imágenes del abuso de las personas, la humillación de su dignidad humana, la violencia, la condena al olvido en el infierno de los campos de concentración.
El joven escapa del escalón de la muerte, y en cientos de otros prisioneros el espíritu se eleva, hay esperanza no de salvación, sino de venganza contra sus verdugos. Vaga por el desierto en busca de rescate y un lugar seguro - y rescata a una chica cazadora de un oso furioso, a pesar de que estaba al borde de la muerte por agotamiento físico. Grygory disfruta de la hospitalidad de la familia ucraniana Sirko, de Green Wedge, y se convierte en su hijo y hermano, un compañero de caza. Se enamora de Natalka, pero oculta sus sentimientos para no poner a la chica en peligro - y finalmente le da la felicidad del amor mutuo.

### Personajes principales
- Grygory Mnohohrishnyy es un joven ingeniero de aviación. Descendiente del glorioso hetman ucraniano Demyan Mnohohgrishny. Condenado a 25 años de prisión, pero se escapa del tren, saltando a "una muerte segura, pero no se rindió". Noventa y nueve posibilidades contra una de que muriera, pero saltó".
- Natalka Sirko - no caza peor que su padre, y pesca en el río como nadie.
- Grygory Sirko es un "joven duro y torpe", un cazador joven y ágil comprometido con la amistad masculina y la familia.
- Denis Sirko es un cazador inquebrantable, un verdadero maestro de la taiga.
- Sirchikha - la trabajadora esposa de Denis, protege el confort y el calor en la casa.
- El comandante Medwin del NKVS es un "cazador de tigres profesional" que va en busca de un intrépido y desesperado fugitivo que ha desafiado al propio sistema.

## Recepción
La producción de la obra de Bagriany causó cierta resonancia en la crítica extranjera, y la tirada total de Cazadores de tigres en traducciones a lenguas extranjeras superó el millón de ejemplares. La obra en sí recibió críticas y reseñas abrumadoramente favorables de críticos literarios extranjeros. Ha sido destacada como un clásico literario ucraniano de obligada lectura.

### Traducciones a otros idiomas
La novela de Bagriany Cazadores de tigres ha sido traducida a casi todos los principales idiomas europeos, incluidos el inglés, el español, el neerlandés y el alemán. Lamentablemente, la traducción de la novela a estos dos últimos idiomas no se hizo directamente del ucraniano, sino que se tradujo a partir de la edición inglesa de Macmillan.
La traducción de la novela al italiano, danés y otros idiomas también se planeó a finales de la década de 1950.
- (Inglés) Ivan Bahrianyi. Los cazadores y los cazados. Traducido del ucraniano: George S. N. Luckyj o S. Davidovich, A. Gregorovich;[9] prólogo: Samuel Beatty. Toronto: Burns & MaCeachern. 1954 270 p.

(reprint) Ivan Bahriany. Los cazadores y los cazados. Traducido del ucraniano: George S. N. Luckyj. Londres: Macmillan; Nueva York: St. Martin's Press. 1956. 244 p. (pdf
- (neerlandés). Iwan Bahrjany. Vlucht in de Taiga. Vertalen uit het Engels door: Peter van Wijk. Utrecht: Het Spectrum 1959. 189 p (Prisma-boeken, 392)
- (Alemán) Iwan Bahriany. Das Gesetz der Taiga. Übersetzt von Englisch: Margreth von Kees. Colonia/Graz: Verlag Styria.  . 255 s. versión abreviada)
- (Ruso) Иван Багряный. Тигроловы. Перевод с украинского: Анатолий Горошко; рисунки Н. Байкова. Владивосток: Рубеж - Тихоокеанский альманах, 1992 No. 2 (с. 67-144) (versión abreviada)
- (español) Ivan Bahrianyi. Cazadores de tigres (novela en dos tomos). Traducido al español por: Myxailo Vasylyk; correcion: Volodymyr Vasylyk. Buenos Aires: Duken. 2006. 336 p. ISBN 978-987-02-1925-5